# Stylogyne pucuroensis
Stylogyne pucuroensis är en viveväxtart som beskrevs av Ricketson och Pipoly. Stylogyne pucuroensis ingår i släktet Stylogyne och familjen viveväxter. Inga underarter finns listade i Catalogue of Life.